# Episodi di Gli Orsetti del Cuore (seconda stagione)
| nº        | Titolo inglese                     | Titolo italiano               | Prima TV USA      | Prima TV Italia |
| --------- | ---------------------------------- | ----------------------------- | ----------------- | --------------- |
| 1 (12)    | Care-a-lot's Birthday              | Il compleanno di Tantamore    | 13 settembre 1986 |                 |
| 2 (13)    | Grumpy's Three Wishes              | I tre desideri di Brontolorso | 20 settembre 1986 |                 |
| 3 (14)    | The Great Race                     | La grande corsa               | 27 settembre 1986 |                 |
| 4 (15)    | Home Sweet Homeless                |                               | 4 ottobre 1986    |                 |
| 5a (16a)  | Lost at Sea                        |                               | 11 ottobre 1986   |                 |
| 5b (16b)  | The Sleeping Giant                 |                               | 11 ottobre 1986   |                 |
| 6 (17)    | The Big Star Round-up              | La raccolta delle stelline    | 18 ottobre 1986   |                 |
| 7a (18a)  | The Camp Out                       | Il campeggio                  | 25 ottobre 1986   |                 |
| 7b (18b)  | I, Robot Heart                     |                               | 25 ottobre 1986   |                 |
| 8 (19)    | Bravest of the Brave               |                               | 1º novembre 1986  |                 |
| 9 (20)    | The Long Lost Care Bears           |                               | 8 novembre 1986   |                 |
| 10 (21)   | Birthday Bear's Blues              | Il compleanno di Festorso     | 15 novembre 1986  |                 |
| 11 (22)   | Grams Bear's Thanksgiving Surprise |                               | 22 novembre 1986  |                 |
| 12a (23a) | Order on the Court                 |                               | 29 novembre 1986  |                 |
| 12b (23b) | The All-Powerful Mr. Beastly       |                               | 29 novembre 1986  |                 |
| 13 (24)   | The Cloud of Uncaring              |                               | 6 dicembre 1986   |                 |